# Авксентій (Чешмеджиєв)
Митрополит Авксентій (Авксентій I Велеський, Авксентій III Герцеговінський; 1798, Самоков, Османська імперія — 1 лютого 1865, Константинополь) ― єпископ Константинопольського патріархату болгарського походження, митрополит Велеський; діяч Болгарської схизми з 1860 року.

## Біографія
Народився у 1798 році в Самокові. Походить зі знатної родини Чешмеджиєвих.
Навчався в Рильському монастирі, де прийняв чернецтво. Спочатку (близько 1830 року) був дияконом при Кюстендильському митрополиті Артемідії.
У 1831 році висвячений на єпископа з титулом Діопольський та призначений митрополитом у Кюстендилі. Проявив себе як болгарофіл. Перешкоджав отурченню болгар. Сприяв відкриттю училищ і будівництву церков.
З 1837 року — митрополит Мостарський у Герцеговині, де був непопулярним у народі через уведення ним підвищених зборів за вчинення треб і нових податків.
Після втручання влади був зміщений з кафедри і тимчасово знайшов притулок у Житомисліцькому монастирі.
З 1848 року — митрополит Велеський у Македонії. Розвинув тут широку громадську діяльність; мав авторитет серед слов'янського населення.
У 1858 році відмовився перейти на Диррахійську митрополію зі змішаною греко-албанською паствою, пояснивши свою відмову бажанням піклуватися про болгарську паству Велеської єпархії.
Сприяв розвитку новоболгарської освіти і захищав слов'янське населення перед османською владою.
Після 1855 року митрополит Авксентій вирушив у Константинополь, де не тільки брав участь у русі за незалежність Болгарської церкви, але й став одним з його керівників, поряд з єпископом Іларіоном Макаріопольським. Митрополит Авксентій був переконаним противником унії з католицькою церквою, яку вважав шкідливою.
Підтримав антиканонічну акцію Іларіона Макаріопольського, який не пом'янув 3 квітня 1860 року на богослужінні в константинопольському храмі святого Стефана Константинопольського патріарха, що стало початком багаторічної греко-болгарської схизми. У лютому 1861 року разом з єпископом Іларіоном позбавлений сану на Соборі, скликаному Патріархом Іоакимом II; продовжував служити аж до вислання (1861—1864).
Звільнені 25 вересня 1864 року, і потім урочисто зустрінуті константинопольськими болгарами.
66-річний Авксентій на той час був уже серйозно хворим. Знаючи про це, Константинопольська патріархія запропонувала йому покаятися в обмін на відновлення в сані митрополита. Але митрополит Авксентій, переконаний у своїй невинності і обґрунтованості болгарської позиції, відмовився.
Помер 1 або 2 лютого 1865 року в Константинополі. По смерті його тіло бальзамували. Похований у дворі Болгарської церкви святого Стефана в Стамбулі.
Авксентій Велеський заповів усе своє майно на благодійність, основну частина його використано для заснування Самоковської духовної школи.
Деякі впливові члени болгарської константинопольської громади оголосили його святим особливій болгарській Церкві.